# آرنو دانیل
آرنو دانیل (انگلیسی: Arnaut Daniel؛ زاده ۱۱۵۰ درگذشته ۱۲۱۰) یک تروبادور بود.